# Emma Mashinini
Emma Thandi Mashinini (Johannesburgo, 21 de agosto de 1929- ibídem, 10 de julio de 2017) fue una política y sindicalista sudafricana. Fue militante del Congreso Nacional Africano (ANC) y participó en la Comisión para la verdad y la reconciliación.

## Biografía
Nació en Rosettenville, un barrio blanco de Johannesburgo donde su madre trabajaba en una casa. A los seis años, su familia se instaló en el barrio de Prospect Township. En 1936, por la gentrificación del barrio, la mayor parte de la población se recolocó en el barrio de Orlando, en Soweto, la familia Mashinini se instaló en Sophiatown, aunque en 1954 terminó también en Soweto. Tras separarse de sus padres, Emma Mashinini dejó el colegio y comenzó a trabajar con 14 años. Se casó con 17 años y tuvo 6 hijos, 3 de los cuales murieron muy pequeños y su hija Penny murió con 17 años en 1971.
En 1955, Emma Mashinini participó en el Congreso del Pueblo en Kliptown, un mitin clave para la ANC.
En 1956, Mashinini comenzó a trabajar para la fábrica textil Henochsberg. En el contexto del apartheid, las condiciones laborales de los trabajadores negros era difíciles y su remuneración baja. Mashinini llegó a ser delegada sindical y, entre otros logros, consiguió la jornada laboral de 40 horas semanales y el seguro por desempleo. En su autobiografía además cuenta cómo le afectó enterarse de que los uniformes de su fábrica los usaban opresores de los negros. Desde ese momento, creyó que su implicación política debía ser mayor, y en 1975 fundó la South African Commercial, Catering and Allied Workers Union (SACCAWU)
En 1981, la acusaron de peligrar el orden público y fue encarcelada seis meses primero en la Prisión Central de Pretoria y luego en Johannesburgo. Tras su liberación, la trataron en Dinamarca de estrés postraumático y desoyó los conejos de su terapeuta, quien le aconsejó dejar su implicación política, y siguió en su puesto de la SACCAWU.
Se implicó activamente más tarde en la inclusión de mujeres sindicalistas en el Congreso de Sindicatos Sudafricanos de 1985 y el organismo acabó por integrar la imagen de una mujer con su bebé en su logo.
En 1995, volvió al gobierno de Pretoria cuando la nombraron comisionada para la restitución de los derechos territoriales, y entre otras cosas, en 1998 ayudó a 600 familias desahuciadas en 1969.
En 2002, expresó su desacuerdo con una decisión de la corte que limitaba las reclamaciones territoriales a los sudafricanos.
Falleció en Johannesburgo a los 87 años.

## Autobiografía
- Strikes Have Followed Me All My Life, 1989